# Богуш, Павел Сергеевич
Павел Сергеевич Богуш (бел. Павел Сяргеевіч Богуш; род. 24 января 1996 года, Минск) — белорусский футболист, нападающий.

## Клубная карьера
Воспитанник минского МТЗ-РИПО. В юном возрасте попал в состав БАТЭ, где в 2013 году начал играть за дубль. Осенью 2014 года вместе с борисовской командой принял участие в Юношеской лиге УЕФА. 18 июля 2015 года он играл за БАТЭ в первом матче 1/16 финала Кубка Белоруссии против шкловского «Спартака» (1:2).
В марте 2016 года он присоединился к клубу Первой лиги «Смолевичи-СТИ» на правах аренды, который стал фарм-клубом борисовчан. Однако в июле он покинул смолевичский клуб, а в августе стал игроком «Луча». В марте 2017 года на постоянной основе присоединился к столичной команде, но не сыграл ни одного матча.
В августе 2017 года он перешел в «Крумкачы», где играл в основном за дубль. 20 октября 2017 года он дебютировал в Высшей лиге, выйдя на замену в конце матча с «Городеей» (0:3).
Сезон 2018 начался в составе микашевичского «Гранита», но в июле по соглашению сторон он покинул клуб и вскоре стал игроком «Чисти». В сезоне 2019 он остался в клубе, сменивший название на «Андердог». В апреле 2020 года, после того как клуб не допустили к участию в Первой лиге, он перешел в «Молодечно», но ни одного матча за клуб не сыграл и вскоре покинул его.
В июне 2021 года он перешел в «Узду», но сыграл всего один матч и вскоре покинул команду.

### Статистика
| Сезон         | Дивизион | Клуб          | Страна        | Матчи | Голы |
| ------------- | -------- | ------------- | ------------- | ----- | ---- |
| 2013          | дубль    | БАТЭ          | Флаг Беларуси | 26    | 4    |
| 2014          | дубль    | БАТЭ          | Флаг Беларуси | 26    | 2    |
| 2015          | дубль    | БАТЭ          | Флаг Беларуси | 21    | 10   |
| 2016          | Д2       | Смолевичи-СТИ | Флаг Беларуси | 9     | 1    |
| 2017 (1)      | Д2       | Смолевичи-СТИ | Флаг Беларуси | 0     | 0    |
| 2017 (2)      | Д1       | Крумкачы      | Флаг Беларуси | 2     | 0    |
| 2018 (1)      | Д2       | Гранит        | Флаг Беларуси | 11    | 0    |
| 2018 (2)      | Д2       | Чисть         | Флаг Беларуси | 9     | 1    |
| 2019 (2)      | Д3       | Андердог      | Флаг Беларуси | 9     | 9    |
| 2021 (серед.) | Д3       | Узда          | Флаг Беларуси | 1     | 0    |

## Международная карьера
В сентябре 2012 года он выступал за юношескую сборную Белоруссии (до 17) в отборочном раунде чемпионата Европы, где забил гол Армении.